# 篠木雅博
篠木 雅博（しのき まさひろ、1950年 - ）は、日本の実業家・音楽ディレクター・作詞家。株式会社パイプライン顧問。一般社団法人東京メトロポリタンオペラ財団評議員。日本ゴスペル音楽協会顧問。
音楽ディレクターとして渡辺音楽出版、東芝EMIや徳間ジャパンで数々のヒット曲やアーティストを世に出し、2010年から2016年までは徳間ジャパンコミュニケーションズ代表取締役社長を務めた。現在は株式会社パイプライン顧問、一般社団法人東京メトロポリタンオペラ財団評議員、日本ゴスペル音楽協会顧問を務めている。

## 経歴
1973年に渡辺プロダクションに入社し、渡辺音楽出版に配属。布施明「君は薔薇より美しい」、アン・ルイス「女はそれを我慢できない」、大塚博堂といったアーティストの制作ディレクターを務めた。「しらけ鳥音頭」「デンセンマンの電線音頭」「タコフン音頭」の音頭3部作 や「架空実況中継 阪神タイガースが優勝した日」 などの企画物でもヒット作を多数企画・担当している。
1991年に東芝EMIに移り制作ディレクターとして石嶺聡子や椎名林檎のデビューを仕掛けた。
2002年からは徳間ジャパンコミュニケーションズで制作マン。リュ・シウォンやPerfumeを成功させ、2010年には同社の代表取締役社長。
2017年、徳間を去り、株式会社パイプラインの顧問、東京メトロポリタンオペラ財団の評議員、日本ゴスペル音楽協会の顧問を務める。

個人的活動として、夕刊フジにて連載。著書には「歌えば何かが変わる 歌謡の昭和史」（佐藤剛共著 徳間書店）、「昭和 懐かしの流行歌: あの名曲、おぼえていますか」（徳間書店）がある。
作詞家・柳田直史名義で、2021年美貴じゅん子のシングル「土下座／風にさそわれて」（テイチクエンタテインメント）を、2025年Nahomiのシングル「花冷えのかむろ坂／女街道ひとり旅」（徳間ジャパンコミュニケーションズ）を手掛けた。
- 1973年4月 - 渡辺プロダクション
- 1991年2月 - 東芝EMI
- 1999年5月 - リワインドレコ－ディングス
- 2002年6月 - 徳間ジャパンコミュニケーションズ
- 2010年5月 - 徳間ジャパンコミュニケーションズ代表取締役社長、 日本レコード協会理事
- 2016年5月 - 徳間ジャパンコミュニケーションズ非常勤顧問[2]
- 2017年5月 - 株式会社パイプライン顧問[1]

## 著作

### 書籍
- 『歌えば何かが変わる―歌謡の昭和史』（篠木雅博・佐藤剛 著/徳間ジャパンコミュニケーションズ「微風」編集部 編、2015年2月、徳間書店）
- 『昭和懐かしの流行歌（はやりうた）―あの名曲、おぼえていますか』（篠木雅博 著、2018年12月、徳間書店）

### 連載
- 夕刊フジ「発掘!流行り歌 徒然草」（2016 - 2017年）
- 夕刊フジ「昭和歌謡の職人たち 伝説のヒットメーカー列伝」（2018年 - ）

### 作詞
- 美貴じゅん子 シングル「土下座/風にさそわれて」（テイチクエンタテインメント）（柳田直史名義）
- Nahomi シングル「花冷えのかむろ坂／女街道ひとり旅」（徳間ジャパンコミュニケーションズ）（柳田直史名義）